# Феодосий Гойжевский
Феодосий Гойжевский (Дунин-Гойжевский; 1749—1825) — архимандрит Дерманского базилианского монастыря конца XVIII — начала XIX века и педагог.

## Биография
Родился в 1749 году; происходил из дворян Волынской губернии. Начальное обучение получил у базилиан во Владимире-Волынском, а по вступлении в монахи (пострижен в Бытенском монастыре в 1763—1765 гг.) обучался риторике и философии в Антополе, Полоцке и Витебске, а богословию — у иезуитов в Бронзберге. Знал польский, русский, латинский, немецкий языки, а также понимал французский. 
По окончании обучения Феодосий работал три года учителем начальных классов; обучал молодых монахов риторике 2 года, философии (в Виленском папском алюмнате, в Жировицком монастыре, где был префектом школ, и в Холмском монастыре) 5 лет, богословию в Жировицах 3 года. Был в течение года проповедником; затем состоял секретарём и консультором провинциальным Базилианского ордена и супериором Бытенского монастыря с его новициатом до 1793 года, когда стал архимандритом Дерманского Троицкого монастыря (в Дубенском уезде Волынской губернии), основанного в 1597 году князем Константином Острожским. 
Ктиторами Дерманского монастыря, имевшими право патроната, во время Феодосия Гойжевского были князья Любомирские, от которых он и получил «одобрение» на эту архимандрию. Дерманский монастырь по 1805 год содержал школу для бедных детей, но по настоянию визитатора школ, Чацкого, архимандрит Феодосий эту школу «переменил на ежегодный платеж по 5000 польских злотых в Кременецкую гимназию»; складка на главную духовную семинарию при Виленском университете производилась и при нём. 
23 июня 1819 года граф Н. П. Румянцев писал из Гомеля униатскому митрополиту Иосафату Булгаку: «Сведав, что в Дерманском монастыре у отца Гойжевского находится летопись Волынская старинным почерком, я бы желал её на время получить…».
По делам Базилианского ордена Феодосий Гойжевский посылался на сеймы в Варшаву и в Гродно, на трибуналы — в Вильно и Краков. 
Когда в 1815 году волынским православным епископом Стефаном возбуждено было дело о передаче Дерманского монастыря православной церкви, Феодосий в своём рапорте униатскому луцкому епископу Иакову Мартусевичу от 1 февраля 1817 года, «шествуя по следам истории», доказывал, что документы 1597 и 1602 гг., на которые ссылается православный епископ, кассированы в 1778 году, что с 1629 года непрерывно владеют этим монастырём униаты. Высочайшим указом от 21 ноября 1821 года повелено было «греко-униатский Дерманский монастырь отдать в ведение греко-российского духовенства, монахов с их архимандритом Гойжевским перевесть из оного в другие базилианские монастыри, поместя сего последнего на первую архимандричью вакансию», а пока назначена была ему пенсия по 1000 рублей в год. 
Из-за преклонных лет и слабого здоровья («страждет от подагри и хирагри, роматической болезни»), он не был определен на новую архимандрию, а нашел приют в Почаевском базилианском монастыре (ныне православная Лавра). Князь A. H. Голицын написал 31 декабря 1823 года следующее: «Так как эта обитель по весьма значительным своим доходам, может призреть его во всех нуждах, то я, имея Высочайшее повеление о сокращении по возможности издержек от казны, должен был сделать распоряжение о прекращении отпуска 1000 рублей с будущего года». Феодосий Гойжевский скончался 31 марта (12 апреля) 1825 года.